# Вельга (нижний приток Нудоли)
Вельга — река в Московской области России, левый приток реки Нудоли, впадающей в Истринское водохранилище. На Вельге расположены деревни Николаевка и Хохлово.
Длина — 14 км, площадь бассейна — 46,1 км². Равнинного типа. Питание преимущественно снеговое. Вельга замерзает в ноябре — начале декабря, вскрывается в конце марта — апреле.
Туристы часто посещают поросшие густым елово-берёзовым лесом берега этой лесной речки, прорезающей живописную моренную возвышенность.